# Love Is Reason
Singles de a-ha
Take on Me
(1984) The Sun Always Shines on T.V.
(1985)
Love Is Reason est une chanson du groupe norvégien a-ha, écrite et composée par Magne Furuholmen et Pål Waaktaar-Savoy. Elle est sortie en single en 1985 en Norvège et aux Philippines uniquement et figure sur le premier album du groupe, Hunting High and Low. Dans la plupart des pays, la chanson paraît sur la face B de Take on Me,,.
La chanson ne s'est pas classé dans les hit-parades contrairement au single précédent, Take On Me, et les ventes ont de ce fait été faibles. Le 45 tours sorti en Norvège est édité en deux versions : la seconde ne différant de la première que par la pochette, signée par le portraitiste d'a-ha, Henrik Haugan,.

## Liste des titres
| A. | Love Is Reason       | 3:04 |
| B. | I Dream Myself Alive | 3:06 |

## Crédits
- Morten Harket – chant
- Magne Furuholmen – claviers, chœurs, écriture
- Pål Waaktaar – guitares, chœurs, écriture
- John Ratcliff – production